# シュテリゼー
シュテリゼー (Stellisee) はスイスのヴァレー州ツェルマットの湖である。湖面標高2,537 m。シュテリ湖 (シュテリこ)とも呼ばれる。

## 地理・交通
湖はウンターロートホルン(Unterrothorn) のほぼ真南の山腹にある。標高2,571 mのブラウヘルト駅 (Bergstation Blauherd) から徒歩約20分。シュテリゼーの水はグリンジゼー (Grindjisee、2,324 m)に流れる。